# Route départementale 701 (Haïti)
Pour les articles homonymes, voir Route 701.
La route départementale 701, ou RD 701, est une route départementale d'Haïti à Pestel.

## Tracé
- Pestel
  - Carrefour Zaboca
  - Jean Bellune
  - Charles dieu
  - Centre-ville